# Charleston, Illinois
Charleston, Illinois là một thành phố ở tiểu bang Illinois, Hoa Kỳ. Thành phố này thuộc quận Coles. Thành phố có diện tích km2, dân số là 21.838 người (thời điểm năm 2010). Thành phố có Đại học Illinois. Đây là thành phố chính trong vùng thống kê tiểu đô thị Charles-Mattoon.